# ناکسویل (تنسی)
ناکسویل (به انگلیسی: Knoxville) سومین شهر بزرگ ایالت تنسی و بزرگ ترین شهر در شرق تنسی است.
جمعیت این شهر بالغ بر ۱۷۹٬۰۰۰ نفر است. تنسی ولی آتوریتی در این شهر مستقر است. ناکسویل توسط رودخانه تنسی به دو نیم تقسیم شده‌است.
آب و هوای ناکسویل معتدل و مرطوب بوده و میزان بارندگی باران در آن سالانه حدود ۱۵۰۰ میلی‌متر می‌باشد.

## جاذبه‌ها
- کلیسای سنت جان (ناکسویل)
- پارک ملی کوه‌های بزرگ اسموکی

## مراکز آموزش و پژوهش
آزمایشگاه ملی اوک ریج و دانشگاه تنسی در این شهر قرار دارند. دانشگاه تنسی بزرگ‌ترین دانشگاه ایالت تنسی است که بیش از ۲۶٬۴۰۰ دانشجو در آن مشغول به تحصیل هستند. این دانشگاه در مرکز شهر ناکسویل قرار دارد. این مؤسسه از کهن‌ترین موسسات آموزش عالی در آمریکاست. دانشگاه تنسی در سال ۱۷۹۴ میلادی (۱۱۷۳ هجری شمسی) تأسیس شد، یعنی دو سال قبل از بنیان گذاری ایالت تنسی! ابن دانشگاه برنامه ربزی‌هایی جهت قرار گرفتن در بین ۲۵ مؤسسه برتر تحقیقانی ایالات متحده انجام داده‌است.
از دیگر موسسات آموزشی ناکسویل می‌توان به کالج دولتی پلیسیپی اشاره نمود که جز کالج‌های بزرگ در تنسی می‌باشد.

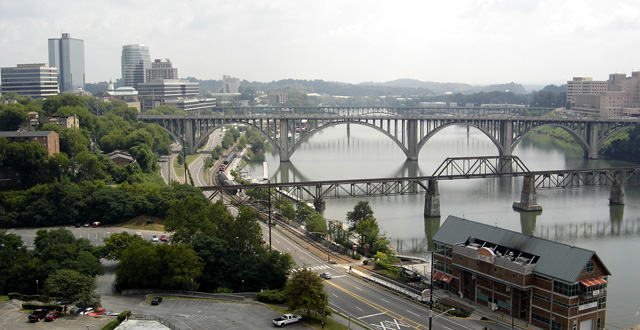
نمایی از شهر ناکسویل و رودخانه تنسی.